# Міят Марич
Міят Марич (нім. Mijat Marić, нар. 30 квітня 1984, Мінузіо) — швейцарський футболіст, захисник клубу «Лугано».
Виступав, зокрема, за клуб «Локерен», а також молодіжну збірну Швейцарії.
Дворазовий володар Кубка Бельгії.

## Клубна кар'єра
Народився 30 квітня 1984 року в місті Мінузіо. Вихованець футбольної школи клубу «Лугано». Дорослу футбольну кар'єру розпочав 2002 року в основній команді того ж клубу, в якій провів один сезон, взявши участь у 17 матчах чемпіонату. 
Згодом з 2003 по 2010 рік грав у складі команд клубів «Санкт-Галлен», «Люцерн», «Барі» та «Ейпен».
Своєю грою за останню команду привернув увагу представників тренерського штабу клубу «Локерен», до складу якого приєднався 2010 року. Відіграв за команду з Локерена наступні вісім сезонів своєї ігрової кар'єри. Більшість часу, проведеного у складі «Локерена», був основним гравцем захисту команди.
До складу клубу «Лугано» приєднався 2018 року. Станом на 26 травня 2019 року відіграв за команду з Лугано 26 матчів в національному чемпіонаті.

## Виступи за збірну
Протягом 2004–2006 років залучався до складу молодіжної збірної Швейцарії. На молодіжному рівні зіграв у 7 офіційних матчах, забив 2 голи.

## Титули і досягнення
- Володар Кубка Бельгії (2):

«Локерен»: 2011-12, 2013-14
- Володар Кубка Швейцарії (1):

«Лугано»: 2021-22